# Сосновый Лог (Башкортостан)
Сосновый Лог (баш. Сосновый Лог) — деревня в Белокатайском районе Республики Башкортостан Российской Федерации. Входит в состав Нижнеискушинского сельсовета. Почтовый индекс — 452593, код ОКАТО — 80210819003.

## История
Основана в 20‑е гг. 20 века на территории Месягутовского кантона в связи с организацией сельскохозяйственных артелей как хутор Сосновый Лог (Попова Е.М.). В 1925 учтено 2 хозяйства. В 50‑е гг. к С.Л. присоединилась деревня Лиственный Лог, в 70‑е гг. – деревня Липовый Лог (обе основаны в 20‑е гг.). С 50‑х гг. современный статус.

## География

### Географическое положение
Расположена на реке Кучевыш (бассейн реки Ай).
Расстояние до:
- областного центра (Уфа): 204 км;

- районного центра (Новобелокатай): 29 км,
- центра сельсовета (Нижний Искуш): 8 км,
- ближайшей ж/д станции (Ункурда): 66 км.

## Население
| 2002 | 2009 | 2010 |
| ---- | ---- | ---- |
| 192  | ↘167 | ↘125 |

Согласно переписи 2002 года, преобладающая национальность — русские (82 %).